# Мисс Вселенная 1983
Мисс Вселенная 1983 (англ. Miss Universe 1983) — 32-й ежегодный конкурс красоты, проводился 11 июля 1983 года в Kiel Auditorium, Сент-Луис, США. За победу на нём соревновалось 80 претенденток. Победительницей стала представительница Новой Зеландии — Лорейн Даунс.

## Результаты

### Места
| Место               | Участница |
| ------------------- | --- |
| Мисс Вселенная 1983 | - Новая Зеландия — Лорейн Даунс |
| 1-я Вице-мисс       | - США — Джули Хайек |
| 2-я Вице-мисс       | - Ирландия — Роберта Браун |
| 3-я Вице-мисс       | - Швейцария — Lolita Morena |
| 4-я Вице-мисс       | - Англия — Карен Мур |
| Топ-12              | - ФРГ — Лоана Радецки - Венесуэла — Паола Руджери - Сингапур — Кэти Ли - Италия — Федерика Моро - Финляндия — Нина Рекола - Норвегия — Карен Доблуг - Испания — Ана Эрреро |

### Полуфинальные оценки
| \| Страна \| Средний балл, предварительно \| Интервью \| Купальник \| Вечернее платье \| Полуфинал, средний балл \| \| -------------- \| ---------------------------- \| ---------- \| ---------- \| --------------- \| ----------------------- \| \| США \| 8.708 (1) \| 8.916 (5) \| 9.333 (1) \| 9.455 (1) \| 9.234 (1) \| \| Швейцария \| 8.395 (3) \| 9.138 (2) \| 9.220 (3) \| 9.338 (3) \| 9.232 (2) \| \| Новая Зеландия \| 8.325 (6) \| 9.081 (3) \| 9.177 (4) \| 9.358 (2) \| 9.205 (3) \| \| Ирландия \| 8.353 (5) \| 9.244 (1) \| 9.161 (5) \| 9.192 (6) \| 9.199 (4) \| \| Англия \| 8.385 (4) \| 9.027 (4) \| 9.244 (2) \| 9.172 (7) \| 9.147 (5) \| \| ФРГ \| 8.091 (11) \| 8.872 (6) \| 9.094 (6) \| 9.322 (5) \| 9.096 (6) \| \| Венесуэла \| 8.464 (2) \| 8.666 (7) \| 9.088 (7) \| 9.338 (3) \| 9.030 (7) \| \| Сингапур \| 8.222 (7) \| 8.658 (8) \| 8.766 (10) \| 9.161 (8) \| 8.861 (8) \| \| Италия \| 8.158 (8) \| 8.644 (9) \| 8.922 (8) \| 9.016 (10) \| 8.860 (9) \| \| Финляндия \| 8.143 (9) \| 8.427 (11) \| 8.888 (9) \| 9.144 (9) \| 8.573 (10) \| \| Норвегия \| 8.089 (12) \| 8.486 (10) \| 8.505 (12) \| 8.822 (11) \| 8.604 (11) \| \| Испания \| 8.098 (10) \| 8.261 (12) \| 8.577 (11) \| 8.788 (12) \| 8.542 (12) \| | Победительница 1-я Вице-мисс 2-я Вице-мисс 3-я Вице-мисс 4-я Вице-мисс Топ-12 Полуфиналистки (#) Ранг в каждом туре конкурса |            |            |                 |                         |
| Страна | Средний балл, предварительно                                                                                                 | Интервью   | Купальник  | Вечернее платье | Полуфинал, средний балл |
| США | 8.708 (1) | 8.916 (5)  | 9.333 (1)  | 9.455 (1)       | 9.234 (1)               |
| Швейцария | 8.395 (3) | 9.138 (2)  | 9.220 (3)  | 9.338 (3)       | 9.232 (2)               |
| Новая Зеландия | 8.325 (6) | 9.081 (3)  | 9.177 (4)  | 9.358 (2)       | 9.205 (3)               |
| Ирландия | 8.353 (5) | 9.244 (1)  | 9.161 (5)  | 9.192 (6)       | 9.199 (4)               |
| Англия | 8.385 (4) | 9.027 (4)  | 9.244 (2)  | 9.172 (7)       | 9.147 (5)               |
| ФРГ | 8.091 (11) | 8.872 (6)  | 9.094 (6)  | 9.322 (5)       | 9.096 (6)               |
| Венесуэла | 8.464 (2) | 8.666 (7)  | 9.088 (7)  | 9.338 (3)       | 9.030 (7)               |
| Сингапур | 8.222 (7) | 8.658 (8)  | 8.766 (10) | 9.161 (8)       | 8.861 (8)               |
| Италия | 8.158 (8) | 8.644 (9)  | 8.922 (8)  | 9.016 (10)      | 8.860 (9)               |
| Финляндия | 8.143 (9) | 8.427 (11) | 8.888 (9)  | 9.144 (9)       | 8.573 (10)              |
| Норвегия | 8.089 (12) | 8.486 (10) | 8.505 (12) | 8.822 (11)      | 8.604 (11)              |
| Испания | 8.098 (10) | 8.261 (12) | 8.577 (11) | 8.788 (12)      | 8.542 (12)              |

### Специальные награды
| Премия                     | Участница                                                                                                  |
| -------------------------- | --- |
| Лучший национальный костюм | - Республика Корея — Чонъ Чун Кхим - Виргинские Острова (США) — Джули Элизабет Вудс - Япония — Юко Ямагути |
| Мисс Конгениальность       | - Гамбия — Эбби Скаттрел Джаннех                                                                           |
| Мисс Фотогеничность        | - Швейцария — Лолита Морена                                                                                |

### Топ
| 1. Новая Зеландия 2. Италия 3. Сингапур 4. Венесуэла 5. Ирландия 6. Норвегия 7. Швейцария 8. Испания 9. Англия 10. Финляндия 11. США 12. ФРГ | 1. Англия 2. Новая Зеландия 3. Ирландия 4. США 5. Швейцария |

## Судьи
| - Льюис Коллинз - питер Димондис - Эрол Евгин - Росио Хурадо - Руби Килер - Периция Нери | - Кен Нортон - О Сун Тек - Марлин Перкинс - Розмари Роджерс - Ирене Саэс — победительница Мисс Вселенная 1981 |

## Участницы
| - Аргентина – Мария Даниэла Карара - Аруба – Милва Эвертш - Австралия – Симона Кокс - Австрия – Мерседес Стермитц - Багамские Острова – Кристина Томпсон - Бельгия – Франсуаза Бостоен - Белиз – Ширлин Дайанн Маккей - Бермуды – Анхелита Диас - Боливия – Сесилия Самора - Бразилия – Мариза Фули Коэльо † - Виргинские Острова (Великобритания) – Анна Мария Джозеф - Канада – Джоди Ивонн Ратледж - Острова Кайман – Эффи Эбэнкс - Чили – Мария Хосефа Исенсе Угарте - Колумбия – Джули Полин Саенс Старнс - Острова Кука – Кармена Блейк - Коста-Рика – Мария Габриэла Посуэло - Кюрасао – Мэйбелин Алтаграсия Снель - Кипр – Марина Елена Раушер - Дания – Инге Равн Томсен - Доминиканская Республика – Александра Эствуд - Эквадор – Мариэла Гарсия - Сальвадор – Клаудия Олива - Англия – Карен Мур - Финляндия – Нина Марьяна Реккола - Франция – Фредерика Леруа - Гвиана – Мари Жорж Ачамана - Гамбия – Эбби Скаттрел Джаннех - ФРГ – Лоана Катарина Радецки - Гибралтар – Луиза Гиллингвотер - Греция – Плусия Фарфараки - Гваделупа – Nicole LeBorgne - Гуам – Памела Бут - Гватемала – Берта Виктория Гонсалес - Нидерланды – Нэнси Лаллеман Хейнис - Гондурас – Олли Томпсон - Гонконг – Шерона Юнг - Исландия – Уннур Стейнссон - Индия – Рекха Ханде - Индонезия – Энди Ботенри | - Ирландия – Роберта Браун - Израиль – Шимона Холлендер - Италия – Федерика Мария Моро - Япония – Юко Ямагути - Республика Корея – Чонъ Чун Кхим - Ливан – Май Мансур Чахван - Малайзия – Пуспа Мохаммед - Мальта – Кристина Бонничи - Мартиника – Мари Лина Лаупа - Мексика – Моника Росас - Намибия – Астрид Клотцш - Новая Зеландия – Лоррейн Элизабет Даунс - Северные Марианские Острова – Тельма Мафнас - Норвегия – Карен Элизабет Доблуг - Панама – Элизабет Байлан Беннетт - Папуа — Новая Гвинея – Шаннель Брэй - Парагвай – Мерседес Бош - Перу – Вивьен Гриффитс - Филиппины – Розита Капуйон\|Розита Корнель Капуйон - Португалия – Анабелла Элиза Ананиадес - Пуэрто-Рико – Кармен Батиз - Реюньон – Элиана Лебо - Шотландия – Линда Рентон - Сингапур – Кэти Ли - Южно-Африканская Республика – Лиэнн Хоскинг - Испания – Ана Исабела Эрреро - Шри-Ланка – Шьяма Фернандо - Швеция – Вивека Мириам Люнг - Швейцария – Лолита Морена - Таиланд – Джинда Нернкранг - Транскей – Номксуси Ксокелело - Тринидад и Тобаго – Сандра Уильямс - Турция – Дилара Хараччи - Теркс и Кайкос – Лолита Ариза - Уругвай – Мария Жаклин Бельтран - США – Джули Хайек - Виргинские Острова (США) – Джули Элизабет Вудс - Венесуэла – Паола Руджери - Уэльс – Лианна Грей - Самоа – Фалуте Мама Алуни |

## Участие в других конкурсах красоты
| Мисс Мира 1982 - Швейцария: Лолита Морена (3-я Вице Мисс и Мисс Фотогеничность) - Ирландия: Роберта Браун (6-я Вице Мисс) - Кипр: Марина Елена Раушер - Гибралтар: Луиза Гиллингвотер - Индонезия: Энди Ботенри - Ливан: Май Мансур Чахван - Испания: Ана Исабела Эрреро - Теркс и Кайкос: Лолита Ариза Мисс Интернешнл 1983 - Дания: Инге Равн Томсен (2-я Вице Мисс) - ФРГ: Лоана Катарина Радецки - Греция: Плусия Фарфараки - Уэльс: Лианна Грей | Мисс Мира 1983 - Исландия: Уннур Стейнссон (4-я Вице Мисс) - Австрия: Мерседес Стермитц (Топ-15) - Бельгия: Франсуаза Бостоен (Топ-15) - Нидерланды: Нэнси Лаллеман Хейнис (Топ-15) - Бермуды: Анхелита Диас - Острова Кайман: Эффи Эбэнкс - Франция: Фредерика Леруа - Норвегия: Карен Элизабет Доблуг - Гамбия: Эбби Скаттрел Джаннех Мисс Интернешнл 1984 - Англия – Карен Мур (Топ-15) International Queen of Coffee 1984 - Гондурас: Олли Томпсон (Победительница) |